# Фронт окклюзии
Фронт окклюзии — атмосферный фронт, связанный с гребнем тепла в нижней и средней тропосфере, который обусловливает крупномасштабные восходящие движения воздуха и формирование протяжённой зоны облаков и осадков. Нередко фронт окклюзии возникает за счёт смыкания — процесса вытеснения вверх тёплого воздуха в циклоне за счёт того, что холодный фронт «догоняет» движущийся впереди тёплый фронт и сливается с ним (процесс окклюдирования циклона). С фронтами окклюзии связаны интенсивные осадки, в летнее время — сильные ливни и грозы.
Вследствие нисходящих движений в холодном воздухе в тылу циклона холодный фронт движется быстрее тёплого фронта и со временем нагоняет его. На стадии заполнения циклона возникают комплексные фронты — фронты окклюзии, которые образуются при смыкании холодного и тёплого атмосферных фронтов. В системе фронта окклюзии взаимодействуют три воздушные массы, из которых тёплая уже не соприкасается с поверхностью Земли. Тёплый воздух в виде воронки постепенно поднимается вверх, а его место занимает холодный воздух, поступающий с боков. Поверхность раздела, возникающую при смыкании холодного и тёплого фронтов, называют поверхностью фронта окклюзии.
Смыкающиеся при окклюдировании воздушные массы обычно имеют разную температуру — одна может быть холоднее другой. В соответствии с этим, различают два типа фронтов окклюзии — фронты окклюзии типа тёплого фронта и фронты окклюзии типа холодного фронта.
В средней полосе России и СНГ зимой преобладают тёплые фронты окклюзии, так как в тылу циклона поступает морской умеренный воздух, который значительно теплее, чем континентальный умеренный воздух в передней части циклона. Летом здесь в основном наблюдаются холодные фронты окклюзии.
Барическое поле фронта окклюзии представлено хорошо выраженной ложбиной с V-образными изобарами. Перед фронтом на синоптической карте имеется область падения давления, связанная с поверхностью тёплого фронта, за фронтом окклюзии — область роста давления, связанная с поверхностью холодного фронта. Точка на синоптической карте, от которой расходятся остающиеся несомкнутыми участки тёплого и холодного фронтов в окклюдирующем циклоне — точка окклюзии. По мере окклюдирования циклона точка окклюзии смещается к его периферии.
В передней части фронта окклюзии наблюдаются перистые (Ci), перисто-слоистые (Cs), высоко-слоистые (As) облака, а в случае активных фронтов окклюзии — слоисто-дождевые (Ns). Если в окклюдировании участвует холодный фронт первого рода, то выше верхнего тёплого фронта может остаться часть облачной системы холодного фронта. Если же участвует холодный фронт второго рода, то за верхним тёплым фронтом наступает прояснение, но у нижнего холодного фронта может развиться вал кучево-дождевых облаков (Cb) уже в переднем холодном воздухе, вытесняемом более холодным тыловым клином. Таким образом, выпадение осадков из высоко-слоистых и слоисто-дожевых облаков (As-Ns), если оно происходит, может начинаться до выпадения ливневых осадков, или одновременно с прохождением нижнего холодного фронта, либо после его прохождения; осадки могут выпадать по обе стороны от нижнего фронта, а переход от обложных осадков к ливневым, если он имеет место, происходит не впереди нижнего фронта, а в непосредственной близости к нему.
Сближающиеся системы облаков тёплого и холодного фронтов в основном состоят из As-Ns. В результате сближения возникает мощная облачная система Cs-As-Ns с наибольшей толщиной у верхнего холодного фронта. В случае молодого фронта окклюзии облачная система начинается с Ci и Cs, которые переходят в As, затем в Ns. Иногда за Ns могут наблюдаться Cb, за которыми вновь идут Ns. Слабое восходящее скольжение тылового воздуха вдоль поверхности окклюзии может привести к образованию вдоль неё облаков типа слоистых и слоисто-кучевых (St-Sc), не достигающих уровня ледяных ядер. Из них перед нижним тёплым фронтом будут выпадать моросящие осадки. В случае старого тёплого фронта окклюзии облачная система состоит из перисто-слоистых (Cs) и высоко-кучевых (Ac) облаков, иногда к ним присоединяются высоко-слоистые (As); осадки могут отсутствовать.